# Chiesa di Santa Marta (Pisa)
La chiesa di Santa Marta è un luogo di culto cattolico di Pisa che si trova nel quartiere di San Francesco, lungo la via omonima, raggiungibile attraverso via Garibaldi o dal ponte della Fortezza procedendo in direzione piazza delle Gondole.
Il complesso religioso è un esempio di decorazione e arredo settecentesco.

## Storia
Intorno al Trecento, nel quartiere Suarta (oggi conosciuto come San Francesco), per ordine del frate domenicano Domenico Cavalca, dell'ordine dei Predicatori, vengono fondate la chiesa di Santa Viviana in Suarta e il monastero di Santa Marta, anticamente detto della Misericordia. Il monastero andava ad accogliere le suore della Penitenza che risiedevano in precedenza in un edificio, vicino al ponte della Spina (in seguito della Fortezza). 

Il trasferimento delle Suore della Penitenza viene raccontato nella Descrizione delle Chiese, Monasteri, et Oratori della Città di Pisa di Paolo Tronci: 
(Paolo Tronci, Descrizione delle chiese, monasteri, et oratori della città di Pisa)
Nel 1550 Cosimo de' Medici acquista l'orto delle Suore di Santa Marta, dove nascerà il "Giardino dei Semplici", che resterà attivo fino al 1595.
Intorno al 1760-67 la chiesa di Santa Viviana in Suarta, ormai in avanzato stato di abbandono, viene completamente ridisegnata dall'architetto Mattia Tarocchi. 
Nel 1785 il monastero viene soppresso e dieci anni dopo (1795) l'Arcivescovo Angiolo Franceschi concede alla Chiesa di Santa Marta il titolo di Prioria.
Nell'Ottocento, la Chiesa di Santa Marta viene unita alla Parrocchia di San Silvestro.
Nel 1909 si verificano varie ondate di anticlericalismo, suscitate dall'esecuzione di Francisco Ferrer. Nella mattinata del 14 ottobre 1909, a Pisa, molti luoghi di culto diventano luogo di atti vandalici. Le porte delle chiese di Santa Marta e Sant'Antonio vengono incendiate. Per fortuna le fiamme danneggiano solo il portone centrale esterno, lasciando indenne l'interno dell'edificio.
Il 14 gennaio 2012 viene riaperta la Cappella della Madonna delle Grazie dove sono stati eseguiti dei lavori di restauro che hanno riportato alla luce gli affreschi originali.

## Descrizione

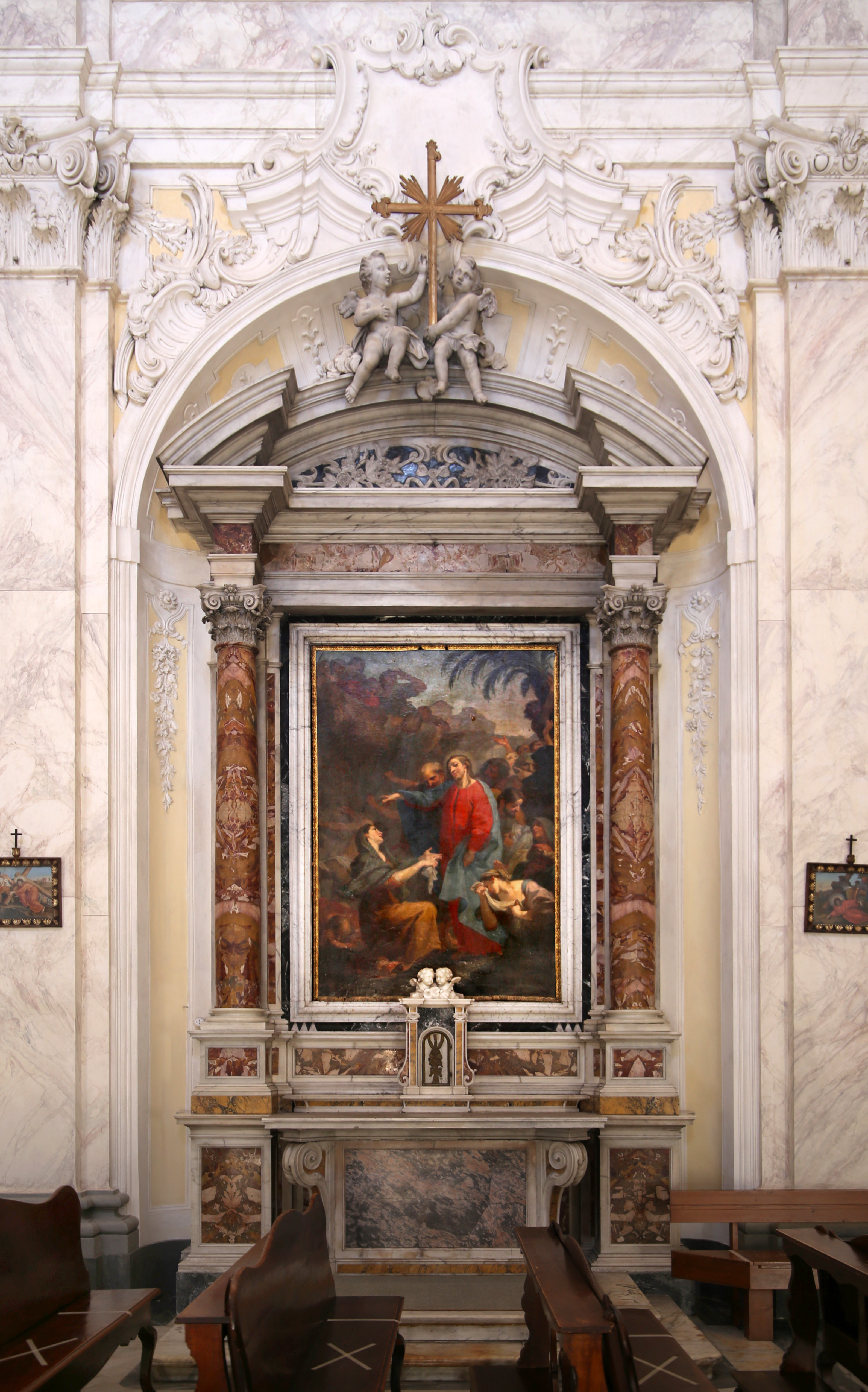
Santa Marta che chiede la resurrezione di Lazzaro di Giovanni Battista Tempesti (1770)

La chiesa presenta una facciata intonacata color ocra. A sostegno del pesante timpano triangolare si trovano due robuste paraste, arricchite da capitelli. In asse con l'ingresso è presente un finestrone rettangolare. Il portone principale è decorato con modanature marmoree di Giuseppe Vaccà.
La chiesa possiede un'aula unica con volta a botte, aperta lateralmente da finestre. Nella parte iniziale della navata sono posizionate due acquasantiere marmoree degli inizi dell'Ottocento, firmate dal marmista Raffaele Luciani. Le pareti sono scandite da lesene, arricchite con finti motivi marmorizzati dal pittore Cassio Natili. Stucchi di festoni vegetali e teste di cherubini, di Angelo Somazzi, completano la decorazione delle pareti. Sopra i confessionali in legno intagliato sono collocate quattro cartelle in stucco di Angelo Somazzi, con Storie del nuovo Testamento. 

I tre altari della chiesa sono realizzati da Giuseppe Vaccà. Il suo stile è riassunto principalmente dall'altare posto a sinistra che è composto da colonne marmoree sormontate da un frontone semicircolare e una tela con S. Marta che chiede la resurrezione di Lazzaro di Giovanni Battista Tempesti (1770). Il pittore decide di rappresentare il momento che precede il miracolo di Cristo, fornendo all'opera un carattere unico. Tempesti focalizza l'attenzione sui sentimenti che uniscono i personaggi, 
Nel 1764, su disegno del Vaccà, Domenico Casoni realizza il pavimento del presibiterio in marmi policromi. L'altare maggiore in marmi bianchi e mischi presenta una decorazione a volute e testi di angeli realizzate da Giuseppe Vaccà. L'altare viene commissionato dalla priora E. Pinacci nel 1763; al di sopra del quale è collocato un Crocifisso con storie della Passione, di scuola pisana del 1280. Di fronte all'abside è presente un organo a canne di Antonio Tronci. Il coro ligneo è sorretto da un'orchestra marmorea decorata da volute di Giuseppe Vaccà. Le rifiniture in dorature del 1767 sono di Cassio Natili. Il secondo altare minore, identico a quello del Vaccà, contiene una tela con l'Adorazione dei Pastori, realizzata nel 1779 da Lorenzo Pecheux, attivo anche per l'Opera della Primaziale.

### Crocifisso conStorie della Passione

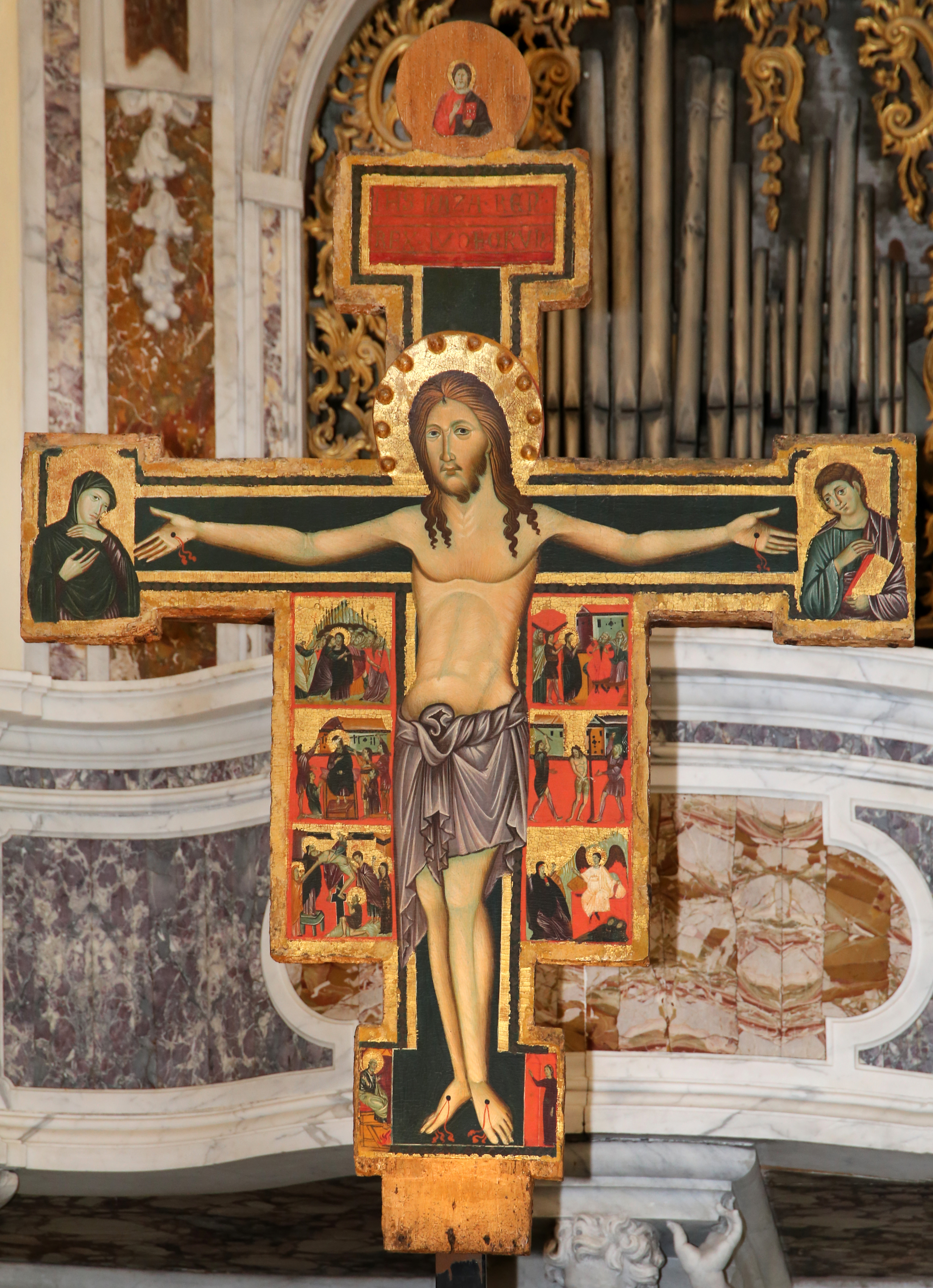
Scuola pisana, Crocifisso con storie della Passione, 1280 ca.

Il Crocifisso con storie della Passione, di scuola pisana del 1280, è un dipinto a tempera su tavola sagomata. L'opera raffigura come principale soggetto il Christus Triumphans (Cristo trionfante). Nei terminali si trova a sinistra Maria e a destra Giovanni, dolenti. Ai lati di Cristo sono presenti le storie della Passione: Cattura, Processo, Flagellazione, Derisione, Diniego di Pietro (questa scena è nel soppedaneo), Deposizione dalla Croce e Marie al Sepolcro.

## Opere trasferite
Oggi alcune opere, originariamente ospitate dalla chiesa, si trovano presso il Museo Nazionale di San Matteo:
- Madonna col Bambino e S.Anna con donatrici di Benozzo Gozzoli.
- Natività di Cristo di Francesco Curradi.
- Cristo in casa di Marta e Maddalena di Matteo Rosselli.

Presso il Museo Amedeo Lia di La Spezia sono conservate due tavole trecentesche raffiguranti S. Margherita e S. Michele Arcangelo.
Non si conosce l'attuale collocazione del baldacchino ricamato dalle monache di Santa Marta, usato nell'Ottocento per le processioni del Corpus Domini. 

## Albo dei priori

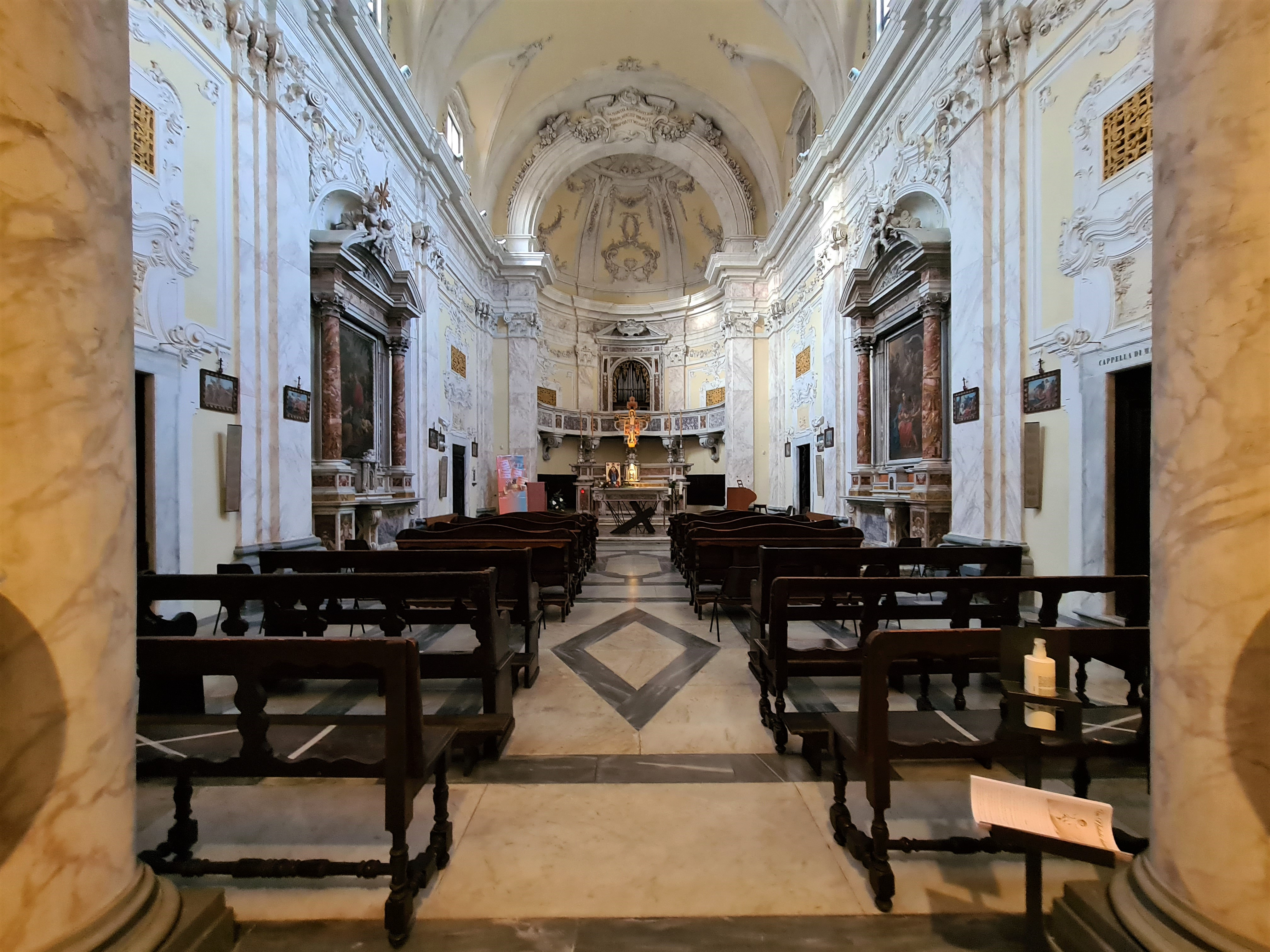
Interno

Presso l'Archivio arcivescovile di Pisa è conservato un elenco dei priori succedutisi alla guida della priorìa. Cesare Saviozzi è il primo priore che inaugura la tradizione di riportare i vari reggenti della parrocchia di Santa Marta. Per alcuni di essi è stata trascritta la data di morte o trasferimento in altra sede ecclesiastica.
- Canonico Marco Pacetti (1631-1669)
- Canonico Giuseppe Mattei
- Canonico Francesco Pacetti
- Canonico Giovanni Batista Terenzi
- Canonico Domenico Simoni (1681-1683)
- Canonico Niccolaio Ruschi
- Canonico Benesio Mori
- Canonico Carlo Morandini (1701-1739)
- Canonico Antonio Paolo Varini (1739-1745)
- Canonico Antonio Niccolaio Gronchi (1745-1772)
- Canonico Cesare Alberigo Saviozzi (1772-1822)
- Dott. Carlo Luigi Ranieri Mattei (1822-1838)
- Don Dante Pasquinucci
- Don Livio Bernardini
- Don Angelo Riccomini
- Don Luigi Masoni
- Don Fabio Ceccotti
- Don Amedeo Salvini
- Don Claudio Desii
- Don Giorgio Karpynsky
- Don Luigi Gabbriellini (2013-2022)
- Don Lukasz Kostrzewa (2022-.....)